# Нижньотавдинський район
Нижньотавдинський район (рос. Нижнетавдинский район) — адміністративний район в складі Тюменської області, Росія. 
Адміністративний центр — село Нижня Тавда.

## Географія
Район знаходиться на північному заході Тюменської області. Межує: на півночі - з Тобольським районом, на південному сході - з Тюменським районом, на сході - з Ярковським районом, на заході з Тавдинським районом Свердловській області.
Площа району - 7360 км², в тому числі землі сільськогосподарського призначення - 378 тис. га; землі поселень - 7,5 тис. га; землі під об'єктами промисловості, транспорту, зв'язку (тощо) - 2,8 тис га; землі особливо охоронюваних територій і об'єктів (природно-охоронного, природно-заповідного, оздоровчого, рекреаційного, історико-культурного призначення) - 15 тис. га. землі лісового фонду - 275 тис. га. землі водного фонду - 10 тис. га. землі запасу - 62 тис. га.
На території району розташовано 87 озер, з них в 20 ведеться промисловий лов риби. Протікає велика судноплавна річка Тавда, крім неї протікає ще близько 30 річок і річечок, розташований озерно-болотяний комплекс «Ішимбай».

## Населення
Населення - 21 941 осіб (2019).
Чисельність населення району на початок 2008 року досягла 24 тис. осіб. У загальній чисельності населення частка працездатного віку становить 60,1%, молодше працездатного віку - 19,7%, старше працездатного віку - 20,2%. За 2007 рік народилося 360 осіб (111% до 2006 року), померло 438 осіб (91%). Природний спад населення склала - 78 осіб.
У районі проживають представники 17 національностей: більше 70% - росіяни, близько 15% - татари, близько 6% - чуваші, а також українці, білоруси, німці тощо.